# SSX3
SSX3 (англ. SSX family member 3) – білок, який кодується однойменним геном, розташованим у людей на короткому плечі X-хромосоми. Довжина поліпептидного ланцюга білка становить 188 амінокислот, а молекулярна маса — 21 697.
| 10         |  | 20         |  | 30         |  | 40         |  | 50         |
| ---------- |  | ---------- |  | ---------- |  | ---------- |  | ---------- |
| MNGDDTFARR |  | PTVGAQIPEK |  | IQKAFDDIAK |  | YFSKEEWEKM |  | KVSEKIVYVY |
| MKRKYEAMTK |  | LGFKAILPSF |  | MRNKRVTDFQ |  | GNDFDNDPNR |  | GNQVQRPQMT |
| FGRLQGIFPK |  | IMPKKPAEEG |  | NVSKEVPEAS |  | GPQNDGKQLC |  | PPGKPTTSEK |
| INMISGPKRG |  | EHAWTHRLRE |  | RKQLVIYEEI |  | SDPEEDDE   |  |            |

A: Аланін

C: Цистеїн

D: Аспарагінова кислота

E: Глутамінова кислота

F: Фенілаланін

G: Гліцин

H: Гістидин

I: Ізолейцин

K: Лізин

L: Лейцин

M: Метіонін

N: Аспарагін

P: Пролін

Q: Глутамін

R: Аргінін

S: Серин

T: Треонін

V: Валін

W: Триптофан

Кодований геном білок за функцією належить до фосфопротеїнів. 
Задіяний у таких біологічних процесах, як транскрипція, регуляція транскрипції, альтернативний сплайсинг. 